# Andrea Stella (ingegnere)
Andrea Stella (Orvieto, 22 febbraio 1971) è un ingegnere italiano, Team Principal della McLaren.

## Carriera
Si laurea in ingegneria aerospaziale presso la Sapienza Università di Roma con una tesi sperimentale sulla scia di eliche, effettuata presso il Centro Esperienze Idrodinamiche Marina Militare di Roma. Nel 2000 consegue poi il dottorato di ricerca in ingegneria meccanica con uno studio sperimentale sulla fluidodinamica di fiamme, in collaborazione con il Deutsches Zentrum für Luft- und Raumfahrt.
Dalla stagione 2000 entra a far parte della gestione sportiva della Ferrari. Dapprima è impiegato nella squadra test, ma dal campionato 2002 diviene veicolista della monoposto di Michael Schumacher e dal 2007 di quella di Kimi Räikkönen. Frattanto, nel 2006 lavora anche da ingegnere di pista con Valentino Rossi, nel periodo in cui il motociclista è anche tester per la casa di Maranello. Nel 2009 viene promosso a ingegnere di pista, sempre di Räikkönen; dal 2010 al 2014 ricopre lo stesso ruolo per Fernando Alonso.
Nel 2015 segue Alonso alla McLaren, dapprima sempre come ingegnere di pista dello spagnolo, per poi divenire capo degli ingegneri del team. Nel luglio 2018, in seguito a una ristrutturazione dell'organigramma McLaren, viene promosso al ruolo di Performance Director, acquisendo responsabilità come il controllo delle comunicazioni con la Federazione Internazionale dell'Automobile e la gestione di aree della casa di Woking relative all'analisi e allo sviluppo delle prestazioni della vettura; nel gennaio 2020 viene ulteriormente promosso a Racing Director.
Nel dicembre 2022 viene nominato Team Principal della McLaren, subentrando al dimissionario Andreas Seidl. Sotto la gestione Stella, gradualmente la scuderia britannica torna ai vertici della Formula 1 dopo quasi un quindicennio di scarsi risultati. Il 5 maggio 2024, con la vittoria di Lando Norris al Gran Premio di Miami, Stella ottiene il suo primo successo in Formula 1 come TP; al termine della stagione 2024, con Norris e Oscar Piastri, la McLaren vince il titolo costruttori, il primo per Stella come TP oltreché per il team dal 1998.